# The Butterfly Girl
The Butterfly Girl er en amerikansk stumfilm fra 1921 af John Gorman.

## Medvirkende
- Marjorie Daw som Edith Folsom
- Fritzi Brunette som Lorna Lear
- King Baggot som H.H. Van Horn
- Jean De Briac som John Blaine
- Ned Whitney Warren som Ned Lorimer
- Lisle Darnell som Mary Van Horn